# عمران حسین
عمران حسین (اردو: عمران حسین؛ زادهٔ ۱۰ مارس ۱۹۸۱) بازیکن فوتبال اهل پاکستان بود.
وی همچنین در تیم ملی فوتبال پاکستان بازی کرده است.